# Antonio Cornel Ferraz Doz y Ferraz
Antonio Cornel Ferraz Doz y Ferraz   (Benasc, 31 de gener de 1745 - València, 14 de febrer de 1821) va ser un militar, polític i il·lustrat espanyol.

## La seva carrera militar
Va ingressar en l'exèrcit com a cadet en 1766. Va ser ajudant de camp del comte d'Aranda, qui li va fer participar en l'expulsió dels jesuïtes en 1767. Va participar en diferents accions militars, com Alger (1775), ultramar (1776) i Guerra contra la Convenció (1793-1795). Des de 1795 va ocupar els càrrecs de governador militar de Lleida, capità general de Mallorca i governador militar de València i del Principat de Catalunya, fins que en 1799 va ser cridat per Carles IV per ocupar el ministeri de la guerra.

## La seva carrera política
La seva enemistat amb Godoy li va implicar ser destituït en 1801. Els successos del 2 de maig de 1808 en Madrid el van sorprendre a Saragossa, on malgrat no acceptar la capitania general d'Aragó, va participar activament en la defensa de la ciutat durant el primer setge francès.
Després del primer setge, va ser cridat per la Junta Suprema Central per ocupar de nou el ministeri de la guerra, fins que es va dissoldre la junta en 1811. En aquest moment, afligit de certa malaltia, va passar a Mallorca per intentar guarir-se, i d'aquí a València, on va morir.

## Altres dades de la seva vida
Va pertànyer a la Reial Societat Econòmica Aragonesa d'Amics del País, en la qual va participar activament. Va ser el principal artífex de la construcció de l'actual recinte dels Banys de Benasc, amb finançament de la seva amiga la Duquessa d'Alba. Per la seva trajectòria militar va rebre diverses condecoracions al llarg de la seva vida.